# Cephalophus weynsi
El duiker de Weyns (Cephalophus weynsi) es una especie de mamífero artiodáctilo de la familia Bovidae que habita en la República Democrática del Congo, Uganda y oeste de Kenia.
La especie tiene un peso promedio de 15 kilogramos en estado adulto, con una altura a los hombros de aproximadamente 43 centímetros. El pelaje es de color rojizo claro. Habitan en llanuras y en selvas de montaña.